# (5685) Sanenobufukui
(5685) Sanenobufukui est un astéroïde de la ceinture principale.

## Description
(5685) Sanenobufukui est un astéroïde de la ceinture principale. Il fut découvert le 8 décembre 1990 à Minami-Oda par Toshiro Nomura et Koyo Kawanishi. Il présente une orbite caractérisée par un demi-grand axe de 2,80 UA, une excentricité de 0,09 et une inclinaison de 7,7° par rapport à l'écliptique.

## Compléments